# Rayon X caractéristique
Un rayon X caractéristique est émis chaque fois qu'un électron placé sur une couche externe d'un atome comble un vide d'une couche interne. Les rayons X ainsi libérés sont « caractéristiques » de chaque élément. Les rayons X caractéristiques ont été découverts par Charles Glover Barkla en 1909. Il a ensuite remporté le prix Nobel de physique pour sa découverte en 1917.

## Explication
Les rayons X caractéristiques sont produits lorsqu'un élément est bombardé par des particules de haute énergie, qui peuvent être des photons, des électrons ou des ions (par exemple des protons). Lorsqu'une particule incidente frappe un électron de cœur (occupant une couche interne, fortement liée) d'un atome, l'électron est éjecté, et l'atome se retrouve alors avec un niveau d'énergie vacant (un trou). Un électron d'une des couches plus externes (faiblement liées) « tombe » ensuite sur la couche interne, comblant le trou et émettant un photon quantifié, dont l'énergie équivaut à la différence entre les niveaux d'énergie des deux couches impliquées. Chaque élément a un ensemble unique de niveaux d'énergie, et les transitions entre les différents niveaux d'énergie produisent des rayons X avec des fréquences qui sont caractéristiques de chaque élément.
Parfois, au lieu de libérer l'énergie sous la forme d'un rayon X, l'énergie peut être transférée à un autre électron, qui est à son tour éjecté de l'atome emportant l'énergie du rayon X sous forme d'énergie cinétique. C'est ce qu'on appelle l'effet Auger et l'électron est appelé un électron Auger. Ce phénomène est utilisé en spectroscopie électronique Auger pour analyser la composition élémentaire des surfaces.

## Notation
Les différents états électroniques qui existent dans un atome sont généralement décrits par la notation des orbitales atomiques, comme cela est utilisé en chimie ou en physique générale. Cependant, en ce qui concerne la science des rayons X, une terminologie spéciale est utilisée pour décrire les transitions des électrons entre les niveaux d'énergie de l'atome : la notation de Siegbahn traditionnelle, ou une variante : la notation simplifiée des rayons X.
Dans la notation de Siegbahn, lorsqu'un électron tombe de la couche L vers la couche K, le rayon X émis est appelé rayon X K-alpha, noté Kα. De même, lorsqu'un électron tombe de la couche M vers la couche K, le rayon X émis est appelé rayon X K-bêta, noté Kβ.

## Transitions les plus importantes

### K-alpha

Notation Siegbahn des transitions électroniques entre les couches.

Les raies d'émission Kα a se produisent lorsqu'un électron tombe sur une vacance de la couche K, la plus interne (nombre quantique principal n = 1), à partir d'une orbitale p de la seconde couche L (n = 2), y laissant une vacance.
En supposant 1) qu'avant la transition, il n'y a qu'une seule lacune dans la couche K (et que, par conséquent, un électron y est déjà présent) et 2) qu'après la transition, la couche L n'est pas entièrement vide, cette définition limite le nombre minimum d'électrons dans l'atome à trois, c'est-à-dire au lithium (ou à un ion semblable au lithium). Dans le cas d'atomes n'ayant que deux électrons, on parle plutôt de raie He-alpha. Si l'atome n'a qu'un seul électron, on parle de raie Lyman-alpha (notée Ly α). Dans une définition plus formelle, la couche L est initialement entièrement occupée. Dans ce cas, l'élément le plus léger ayant une raie Kα est le néon (voir NIST X-Ray Transition Energies Database ). Ce choix place également les raies Kα dans la gamme d'énergie des rayons X.
D'une façon similaire à la raie Lyman-alpha, l'émission Kα est composée de deux raies spectrales, Kα1 et Kα2. L'émission Kα1 a une énergie légèrement supérieure (et a donc une longueur d'onde plus faible) que l'émission Kα2. Pour tous les éléments, le rapport des intensités entre Kα1 et Kα2 est très proche de 2.
Un exemple de raies Kα est celle émise par les atomes de fer qui se déplacent en spirale lorsqu'ils sont engloutis par les trous noirs se trouvant au centre des galaxies. La raie Kα du cuivre est fréquemment utilisée comme source principale de rayonnement X dans les instruments de spectrométrie par diffraction des rayons X en laboratoire.

### K-bêta
Les émissions Kβ, similaires aux émissions Kα, se produisent lorsqu'un électron tombe vers la couche K la plus interne (de numéro quantique principal 1) depuis une orbitale 3p de la troisième couche M (de numéro quantique principal 3).

## Énergies de transition
Les énergies de transition peuvent être calculées approximativement en utilisant la loi de Moseley. Par exemple, EKα = (3/4) Ry (Z-1)2 = (10,2 eV) (Z − 1)2, où Z est le numéro atomique et Ry est la constante de Rydberg. Pour le fer (Z = 26) on obtient 6,375 keV, avec une précision de 1 %. Cependant, pour des valeurs de Z plus élevées, l'erreur augmente rapidement.
Les valeurs précises des énergies de transition pour Kα, Kβ, Lα, Lβ et ainsi de suite pour différents éléments se trouvent dans les bases de données NIST X-Ray Transition Energies Database et Spectr-W3 Atomic Database for Plasma Spectroscopy.

## Applications
Les rayons X caractéristiques permettent d'identifier l'élément qui les émet. Cette propriété est utilisée dans de nombreuses techniques, notamment la spectroscopie de fluorescence X, l'émission de rayons X induite par des particules, la spectroscopie de rayons X à dispersion d'énergie et la spectroscopie de rayons X à dispersion de longueur d'onde.